# Nadine Warmuth

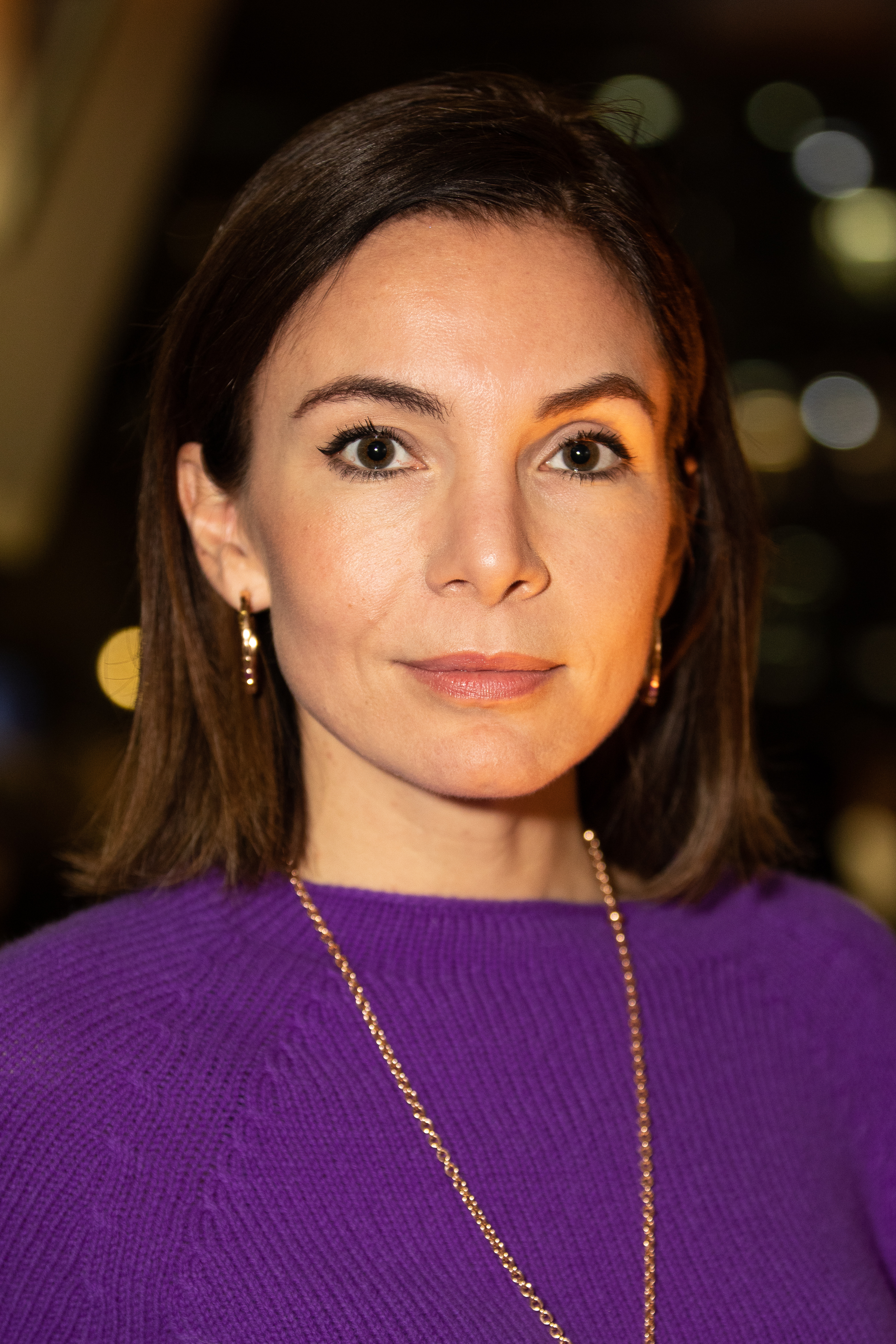
Nadine Warmuth (2020)

Nadine Warmuth (* 11. April 1982 in Potsdam, DDR) ist eine deutsche Schauspielerin und Synchronsprecherin.

## Leben und Karriere
Warmuth absolvierte eine Schauspielausbildung an der Berliner Schauspielschule „Der Kreis“ (Fritz-Kirchhoff-Schule), nachdem sie in der Jugend Unterricht in Ballett und Jazz Dance hatte.
Seit den 2000er Jahren wirkt Warmuth in Kino- und Fernsehproduktionen mit. Von 2004 bis 2006 in 71 Episoden von Hinter Gittern. 2009 spielte sie in der ZDF-Telenovela Alisa – Folge deinem Herzen die intrigante Anwältin Ellen Burg. 2013 spielte Warmuth zwei Folgen der internationalen Produktion von TF1, NBC und Sat.1 in Crossing Lines die Rolle der Katya.
Von Juli 2013 bis Juli 2015 war sie in den Episoden 1796 bis 2264 der ARD-Telenovela Sturm der Liebe als mordende Intrigantin Patrizia Dietrich in Funktion der Antagonistin der 9. und 10. Staffel zu sehen, bis sie den Serientod starb. Während ihrer Zeit bei Sturm der Liebe legte Warmuth aufgrund ihrer Schwangerschaft zwischenzeitlich eine rund fünfmonatige Drehpause ein, in der sie einen Sohn zur Welt brachte. Aufgrund der Drehpause fiel ihre Rolle in der Handlung der Serie für einige Zeit ins Koma. Durch vorproduzierte Perspektivaufnahmen, die Warmuth als komatöse Patrizia zeigten und unterstützt durch den Einsatz von Doubles in die entsprechenden Szenen am Krankenbett integriert wurden, war Warmuth in dieser Zeit trotz Abwesenheit vom Set weiterhin zu sehen.
2016 wirkte sie in zwei Folgen der Webserie Der Lack ist ab an der Seite von Kai Wiesinger mit. Warmuth verleiht regelmäßig ihre Stimme als Synchronsprecherin für u. a. Amy Adams (in The Master), Katy Perry (als Schlumpfine) oder der Giraffe Mollie in Der Zoowärter. Weiterhin wirkte sie auch in einigen Kurzfilmen und Musikvideos mit.

## Theater
Von April 2004 bis Sommer 2007 war Warmuth festes Ensemblemitglied am Grips-Theater Berlin. Sie spielte unter anderem die Hauptrolle im Musical Linie 1.
Nadine Warmuth war außerdem zu sehen in:
- Baden gehen (als Jessica)
- Eins auf die Fresse (als Minnie)
- Bella, Boss & Bulli (als Bella)
- Melodys Ring (als Marie, Tina, Touristin, Bayerin, Mandy u. a.)
- Raus aus Åmål (als Elin)

## Filmografie (Auswahl)

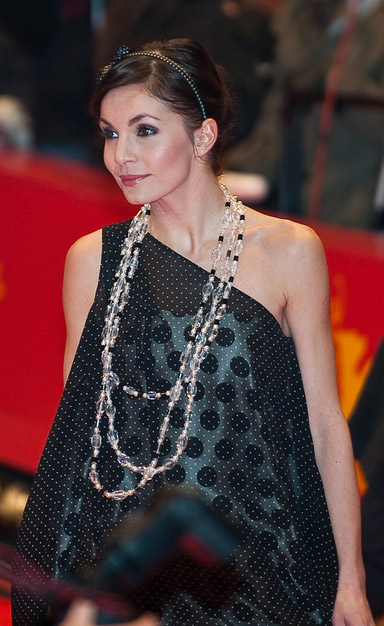
Nadine Warmuth auf der Berlinale 2010

### Fernsehen
- 2002: Wilde Engel
- 2003: Inspektor Rolle: Tod eines Models
- 2004–2006: Hinter Gittern – Der Frauenknast (Fernsehserie, 71 Episoden)
- 2006: SOKO Leipzig (Fernsehserie)
- 2007: Alarm für Cobra 11 – Die Autobahnpolizei
- 2007: Unschuldig
- 2007: In aller Freundschaft (Fernsehserie, eine Episode)
- 2008: SOKO Leipzig (Fernsehserie, Episode: Der Kunde)
- 2009: Alisa – Folge deinem Herzen (Telenovela, 122 Episoden)
- 2009: Rosamunde Pilcher – Wohin du auch gehst
- 2010: Kreuzfahrt ins Glück – Hochzeitsreise nach Sevilla
- 2011: Alarm für Cobra 11 – Die Autobahnpolizei (Fernsehserie, Episode: Familienangelegenheiten)
- 2011: Terra Max – Mittelalter
- 2012: Schatzi (Kurzfilm)
- 2012: Rosamunde Pilcher – Die falsche Nonne
- 2012: Der Cop und der Snob – Unter die Haube gekommen
- 2013–2015: Sturm der Liebe (Telenovela, 467 Episoden)
- 2013: Crossing Lines (Fernsehserie, 2 Episoden)
- 2016: Der Lack ist ab (Fernsehserie, 2 Episoden)
- 2017: Die Rosenheim-Cops – Gefährliches Wissen
- 2017: Ein starkes Team: Wespennest
- 2019: Rosamunde Pilcher – Morgens stürmisch, abends Liebe
- 2021: Tierärztin Dr. Mertens (Fernsehserie, Episoden: Hoch hinaus, Wut im Bauch)

### Kino
- 1999: Mutter (Kurzfilm)
- 2002: Waikiki (Kurzfilm)
- 2003: Sozial Spot
- 2003: Berlin mit Haut und Haar
- 2004: Kleinruppin forever
- 2007: From Up Til Down (Kurzfilm)
- 2008: Puppenhaft (Kurzfilm)
- 2008: Al Dente (Kurzfilm)
- 2010: Marsgesichter (Kurzfilm)

### Musikvideos
- 1999: Band ohne Namen – Boys
- 2002: Oli.P – Nothing's gonna change my love for you
- 2006: Blank & Jones – Catch
- 2008: Roger Cicero – Wovon träumst du nachts

## Synchronrollen (Auswahl)

### Filme
- 2007: Kristen Wiig als Edith in Walk Hard: Die Dewey Cox Story
- 2010: Christina Aguilera als Ali Rose in Burlesque
- 2010: Jamie Chung als Amber Hilliard in Kindsköpfe
- 2011: Katy Perry als Schlumpfine in Die Schlümpfe
- 2011: Maya Rudolph als Mollie, die Giraffe in Der Zoowärter
- 2012: Amy Adams als Peggy Dodd in The Master
- 2021: Chrissy Teigen als Hailey Posey in Die Mitchells gegen die Maschinen

### Serien
- 2009–2012: Meredith Bailey als Marnie Gordon in Heartland – Paradies für Pferde
- 2013: Ria Zmitrowicz als Sasha Lowood in Whitechapel
- 2014: Kodi Kitchen als Cody in Hello Ladies
- 2014: Malea Rose als Lexi in Hello Ladies